# نيكول مولر
نيكول مولر (بالألمانية: Mercedes Müller )‏ (و. 1996  م) هي ممثلة، وملاكمة كيك بوكسينغ ألمانية، ولدت في برلين.

## وصلات خارجية
- نيكول مولر على موقع IMDb (الإنجليزية)
- نيكول مولر على موقع ميتاكريتيك (الإنجليزية)
- نيكول مولر على موقع روتن توميتوز (الإنجليزية)
- نيكول مولر على موقع روتن توميتوز (الإنجليزية)
- نيكول مولر على موقع قاعدة بيانات الأفلام العربية
- نيكول مولر على موقع ألو سيني (الفرنسية)
- نيكول مولر على موقع أول موفي (الإنجليزية)
- نيكول مولر على موقع قاعدة بيانات الفيلم (الإنجليزية)
- نيكول مولر على موقع ليتربوكسد (الإنجليزية)
- نيكول مولر على موقع كينوبويسك (الروسية)